# Mira Arojo
Mira Arojo (in bulgaro Мира Аройо?, nota anche con la traslitterazione anglosassone Mira Aroyo; Sofia, 11 luglio 1977) è una cantante e musicista bulgara naturalizzata inglese, conosciuta per essere membro del gruppo di musica elettronica dei Ladytron.

## Biografia
Nata a Sofia, è di origine sefardita. All'età di 10 anni si è trasferita prima con la famiglia in Israele e poi in Inghilterra.
Si è laureata in Genetica ed ha ottenuto anche un dottorato di ricerca all'Università di Oxford.
Nel 1999 è diventata membro del gruppo di musica elettronica dei Ladytron, del quale fanno parte anche Helen Marnie, Reuben Wu e Daniel Hunt. Nel gruppo suona il synth e le tastiere ed è vocalist, autrice e compositrice.
Ha collaborato con John Foxx e con i The Projects.
Si è sposata nel 2010 con un fotografo. La coppia ha avuto una figlia nel 2012. Vive a Londra e parla inglese, bulgaro, ebraico e russo. Grazie alla sua origine, scrive dei testi in bulgaro per il gruppo. È pescetariana.

## Discografia

### Album studio con i Ladytron
- 2001 - 604
- 2002 - Light & Magic
- 2005 - Witching Hour
- 2008 - Velocifero
- 2011 - Gravity the Seducer
- 2019 - Ladytron
- 2023 - Time's Arrow